# 青木諭吉
青木 諭吉（あおき ゆきち、1887年（明治20年）3月1日 - 1973年（昭和48年）9月5日）は、大日本帝国陸軍軍人。最終階級は陸軍主計少将。旧姓は奥野。

## 経歴
1887年（明治20年）に岡山県で生まれた。陸軍経理学校第4期主計候補生として1910年（明治43年）5月24日に卒業した。1934年（昭和9年）6月28日に第2師団経理部長に就任し、12月10日に陸軍一等主計正に進級した。1935年（昭和10年）12月に陸軍経理学校教官に転じ、1936年（昭和11年）3月に陸軍経理学校幹事に就任した。
1938年（昭和13年）7月に陸軍主計少将に進級し、1940年（昭和15年）8月に東部軍経理部長に着任。1941年（昭和16年）11月6日に待命、11月7日に予備役に編入された。